# Folhas novas
Folhas Novas: factos e razões foi um mensário originário de Coimbra, com início em novembro de 1909, voltado para os povos rurais, tendo como objetivo a conversão de mentalidades, fortemente vincadas por um credo religioso, quase sempre instigado pelo padre da terra. Folhas Novas, claramente anticlerical, é o arranque de um processo de laicização de um estrato social pobre e maioritariamente analfabeto, cujas rotinas são vividas à luz da  religião. Cite-se: “convencer o «Zé da enxada» a assumir o controlo da sua vida é o propósito anunciado e perseguido pelas Folhas Novas”. Floro Henriques é apresentado como editor, diretor e proprietário desta publicação.